# Héliport de Monaco
Héliport de Monaco är en helikopterflygplats i Furstendömet Monaco som öppnades år 1977. Flygplatsen är den enda i landet och har åtta helikopterplattor som ligger vid Medelhavets kust.

## Destinationer

### Utrikes
| Flygbolag       | Destination | Flygplats (IATA/ICAO kod)              | Terminal |
| --------------- | ----------- | -------------------------------------- | -------- |
| Heli Air Monaco | Nice        | Nice Côte d'Azurs flygplats (NCE/LFMN) | T1       |
| Monacair        | Nice        | Nice Côte d'Azurs flygplats (NCE/LFMN) | T1       |